# Sandra Weiner
Sandra Weiner, geb. [?] (* 14. September 1921 in Drohiczyn, Polen; † 2014) war eine polnisch-amerikanische Straßenfotografin und Kinderbuchautorin. Sie  war Mitglied der New Yorker Photo League. Die Photo League war eine 1936 in New York City gegründete Gruppe politisch engagierter Straßenfotografen, die sich der sozial engagierten Dokumentarfotografie widmete. Sie spielte eine bedeutende Rolle in der Geschichte der amerikanischen Fotografie des 20. Jahrhunderts, die vom Ende der Großen Depression bis zum Beginn des Kalten Krieges aktiv war. Etwa ein Drittel der Fotografen der Photo League waren Frauen, darunter Vivian Cherry, Rosalie Gwathmey und Consuelo Kanaga.

## Leben
Sandra wurde in Drohiczan geboren und emigrierte 1928 mit ihren Eltern in die Vereinigten Staaten. Dort lernte sie 1940 den Fotografen Dan Weiner kennen und nahm bei ihm und Paul Strand an der Photo League Fotokurse. 1942 heiratete sie Dan Weiner. Ab 1947 arbeitete sie mit ihrem Mann als freie Fotografin für Fortune, Life, Sports Illustrated, Harper’s Bazaar und andere Publikationen, bis er 1959 bei einem Flugzeugabsturz ums Leben kam. Sandra Weiner arbeitete danach als Fotoredakteurin für Sports Illustrated und schrieb Ende der 1960er Jahre Kinderbücher, die sie mit eigenen Fotos illustrierte. Das erste, It’s Wings That Make Birds Fly (1968), enthielt eine Einführung von Gordon Parks, gefolgt von Small Hands, Big Hands (1970), They Call Me Jack (1973) und I Want to be a Fisherman (1977).
Sandra Weiner  unterrichtete Fotografie an der New York University und am City College of New York. Ihre Arbeiten wurden in verschiedenen New Yorker Galerien, im Akron Art Museum und in der Port Washington Public Library ausgestellt.

## Werk
Sandra Weiner hat viele außergewöhnliche Bilder geschaffen, die ein unverwechselbares Gesamtwerk bilden. Ihr feines Gespür für den individuellen Charakter, insbesondere von Kindern, und ihre subtile Darstellung der Atmosphäre von Stadtvierteln machen ihre dokumentarischen Bilder von New York zu einigen der aufschlussreichsten Arbeiten ihrer Zeit und ihres Genres.